# Hiroaki Abe
Hiroaki Abe, född 1889, död 1949 var en japansk viceamiral som deltog i Andra världskriget. Han ledde en styrka på två slagskepp, en kryssare och 15 jagare på väg med förstärkningar till ön Guadalcanal, där ett intensivt fältslag pågick mellan amerikanska och japanska styrkor. Syftet var också att bombardera Henderson-flygfältet på ön. Den japanska flottenheten gensköts av en amerikansk styrka på 4 kryssare och 8 jagare och under natten 13-14 november 1942 utspelade sig sjöslaget vid Guadalcanal. Amerikanerna förlorade halva sin styrka och befälhavaren Daniel J. Callaghan, men Abes flaggskepp Hiei sänktes tillsammans med två jagare varefter Abe vände hem utan att utfört sitt uppdrag. Abe fråntogs därefter befälet och deltog inte mer i kriget.